# پژوهش اکتشافی
پژوهش اکتشافی (به انگلیسی: Exploratory research) «تحقیقات اولیه برای روشن شدن ماهیت دقیق مسئله برای حل است.» این مورد برای اطمینان از تحقیقات بیشتر در طی یک آزمایش و همچنین تعیین اولویت‌های تحقیق، جمع‌آوری داده‌ها و استفاده از موضوعات خاص در نظر گرفته می‌شود که توجه به آنها بدون روش اکتشافی دشوار است. این روش‌ها می‌تواند شامل تکنیک‌هایی مانند:
- تحقیقات ثانویه_ مانند مرور ادبیات و / یا داده‌های موجود
- رویکردهای کیفی غیررسمی، مانند بحث با مصرف‌کنندگان، کارمندان، مدیریت یا رقبا
- تحقیقات کیفی رسمی از طریق مصاحبه‌های عمیق، گروه‌های متمرکز، روش‌های طرح‌ریزی، مطالعات موردی یا مطالعات آزمایشی

هنگامی که هدفِ تحقیق، آشنایی با یک پدیده یا به دست آوردن بینش جدید در مورد آن به منظور شکل‌دادن به یک مسئله دقیق‌تر یا ایجاد یک فرضیه باشد، پژوهش اکتشافی مفید واقع می‌شود.